# Paul Boyton

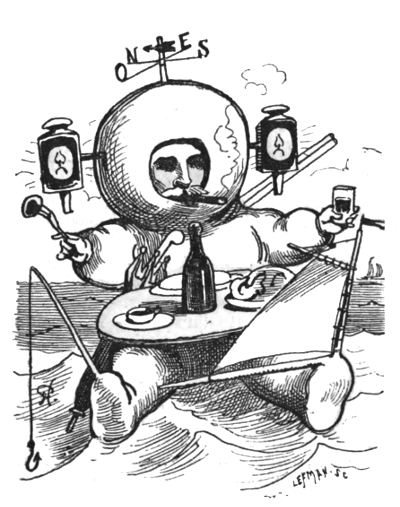
Portrait charge de Paul Boyton
paru dans Le Trombinoscope
de Touchatout en 1875.

Paul Boyton, né le 29 juin 1848 à Pittsburgh (Pennsylvanie) et mort le 19 avril 1924 à Brooklyn, est un navigateur, inventeur et sportif américain qui s'est illustré dans la nage de longue distance et est célèbre pour une invention d'appareil de survie que Jules Verne utilise dans Les Tribulations d'un Chinois en Chine (1879).

## Biographie
Paul Boyton est tour à tour pêcheur de perles ou de coraux, chasseur de trésors dans le golfe du Mexique, chercheur de diamants en Afrique du Sud, sauveteur à Cape May dans le New Jersey, trafiquant d'armes auprès des révolutionnaires mexicains, soldat lors de la Guerre de sécession, capitaine dans l'armée péruvienne puis franc-tireur volontaire au Havre (1870) avant de se faire connaître en inventant des vêtements insubmersibles en caoutchouc protégeant du froid, utiles lors des naufrages, qui, en se remplissant d'air, permettent la flottaison. Il expérimente son invention en 1875 lors d'une traversée de la Manche à la nage ainsi que dans des fleuves de l'Europe.
Jules Verne assiste à une de ses expériences à Nantes le 31 décembre 1877 et décrit l'invention, qu'il fait utiliser, dans son roman Les Tribulations d'un Chinois en Chine.
Boyton, en 1890, fonde le parc d'attraction Sea Lion Park et finit sa vie à Brooklyn.